# Angelo Ferracuti
Angelo Ferracuti (Fermo, 1960) è uno scrittore italiano.

## Biografia
Ha esordito nel 1993 con la raccolta di racconti Norvegia (Transeuropa, con una nota di Giorgio van Straten).
Sono seguiti i romanzi Attenti al cane (Guanda, 1999), finalista ai Premi "Mastronardi" e "Zarrilli Marimò - New York University", Nafta (Guanda, 2000) e Un poco di buono (Rizzoli, 2002), i reportage narrativi Le risorse umane (Feltrinelli, 2006), tradotto in Spagna da Meettok, con il quale ha vinto il Premio Sandro Onofri, Viaggi da Fermo (Laterza, 2009), Il mondo in una regione, storie di migranti nelle Marche (Ediesse, 2009), Il costo della vita. Storia di una tragedia operaia (Einaudi, 2013) sul disastro della motonave Elisabetta Montanari, con un inserto fotografico di Mario Dondero, per il quale gli è stato assegnato il Premio "Lo straniero", la raccolta di reportage I tempi che corrono (Alegre, 2013), e Andare, camminare, lavorare - L'Italia raccontata dai portalettere (Feltrinelli, 2015), Addio - il romanzo della fine del lavoro (Chiarelettere, 2016), "Gli spaesati" - con Giovanni Marrozzini - (Ediesse-Liberetà, 2018). Con il memoir La metà del cielo (Mondadori, 2019) è tornato dopo molti anni a scrivere narrativa. E inoltre il racconto Come pesci d'acqua dolce (Studio bibliografico Volpato, 2011).
Ha curato il saggio a più voci Paesaggi italiani, percorsi della nuova narrativa italiana (Transeuropa, 1995), Donderoad (Cattedrale 2008), per Ediesse la raccolta di racconti (con Stefano Iucci) Consiglio di classe (2009), quella degli scrittori migranti Permesso di soggiorno (2010), e per Minimum fax (con Marco Filoni) Giovani Leoni (2017).
Ha pubblicato anche il libro di storie Il ragazzo tigre (Abramo, 2006), con Luigi Di Ruscio 50/80 (Transeuropa, 2010), e per il teatro Non avere paura del buio (Editoria & Spettacolo, con una nota di Marco Baliani), e Comunista! (Effigie, 2008).
Intensa la collaborazione con il fotografo Mario Dondero, con il quale ha pubblicato Strade di Cartoceto (Leader arte 2006), Di Vittorio a memoria (Edit Coop, 2007), e firmato diversi reportage, soprattutto per la rivista Diario. Suoi racconti sono presenti in numerose antologie, tra le quali Patrie impure (Rizzoli 2003), Laboriosi oroscopi (Ediesse 2006, Sorci verdi (Alegre, 2011), Lavoro vivo (Alegre, 2012),  Nessuno ci ridurrà al silenzio  (Edizioni CentoAutori, 2015), Il racconto onesto - a cura di Goffredo Fofi (Contrasto, 2015).
Per il disegnatore Mauro Cicarè ha sceneggiato il fumetto L'angelo nero, uscito a puntate su Alias e nel libro collettivo Gang bang (Edizioni BD, a cura di Andrea Voglino che è anche un libro che raccoglie tutti gli episodi (Barbera, 2015)). Collabora con il quotidiano il manifesto, Venerdì di Repubblica, La lettura del Corriere della Sera, Millennium del Fatto quotidiano, Left, L'Indice dei libri. Ha scritto il documentario La neve nera. Un italiano all'inferno, con la regia di Paolo Marzoni, sulla vita dello scrittore Luigi Di Ruscio e ambientato a Oslo, in Norvegia. Con il fotografo Giovanni Marrozzini ha dato vita a Fermo all'Associazione culturale "Jack London" per la promozione della letteratura e la fotografia. 
Angelo Ferracuti è considerato uno degli scrittori di riferimento della nuova letteratura italiana sul tema del lavoro, o Letteratura aziendale.

## Opere

### Poesie
- Angelo Ferracuti, Fac simile. Poesie in libertà assoluta, Fermo, Ed. Il Collettivo, 1977.

### Narrativa
- Angelo Ferracuti, Norvegia, Ancona, Transeuropea, 1993, ISBN 88-7828-083-6.
- Angelo Ferracuti, Nafta, collana CO/DA, Ancona, Transeuropa, 1997, ISBN 88-7828-136-0.
- Angelo Ferracuti, Nafta, collana Prosa contemporanea, introduzione di Silvio Perrella, Parma, U. Guanda, 2000, ISBN 88-8246-245-5.
- Angelo Ferracuti, Attenti al cane, collana Narratori della fenice, Parma, Guanda, 1999, ISBN 88-8246-125-4.
- Angelo Ferracuti, Un poco di buono, collana La scala. Sintonie 13, Milano, Rizzoli, 2002, ISBN 88-17-86991-0.
- Angelo Ferracuti, Le risorse umane, collana Serie bianca, Milano, G. Feltrinelli, 2006, ISBN 88-07-17121-X.
- Angelo Ferracuti, Il ragazzo tigre, collana Le onde 3, nota di Adelelmo Ruggieri, foto di Mario Dondero, Catanzaro, Abramo, 2007, ISBN 88-8324-116-9.
- Angelo Ferracuti, Viaggi da Fermo. Un sillabario piceno, collana Contromano, foto di Ennio Brilli, Roma-Bari, GLF editori Laterza, 2009, ISBN 978-88-420-8774-8.
- Angelo Ferracuti e Daniele Maurizi, Il mondo in una regione. Storie di migranti nelle Marche, collana Carta bianca, introduzione di Mario Dondero, Roma, Ediesse, 2009, ISBN 978-88-230-1401-5.
- Angelo Ferracuti, Il costo della vita. Storia di una tragedia operaia, collana Frontiere Einaudi, Torino, Einaudi, 2013, ISBN 978-88-06-21105-9.
- Angelo Ferracuti, I tempi che corrono, collana Scritture resistenti, Roma, Alegre, 2013, ISBN 978-88-89772-97-3.
- Angelo Ferracuti, Andare, camminare, lavorare. L'Italia raccontata dai portalettere, collana Varia, Milano, Feltrinelli, 2015; 2016 (2ª ed.), ISBN 978-88-07-49197-9.
- Angelo Ferracuti, Addio. Il romanzo della fine del lavoro, collana Narrazioni, Milano, Chiarelettere, 2016, ISBN 978-88-6190-653-2.
- Angelo Ferracuti e Giovanni Marrozzini, Gli spaesati. Reportage dalle zone del terremoto del Centro Italia, prefazione di Franco Arminio, Roma, Ediesse, 2018, ISBN 978-88-230-2109-9.
- Angelo Ferracuti, La metà del cielo, collana Scrittori italiani e stranieri, Milano, Arnoldo Mondadori Editore, 2019, ISBN 978-88-04-71690-7.
- Angelo Ferracuti, Non ci resta che l'amore. Il romanzo di Mario Dondero, collana La cultura 1515, Milano, il Saggiatore, 2021, ISBN 978-88-428-3041-2.
- Angelo Ferracuti e Giovanni Marrozzini, Viaggio sul fiume mondo. Amazzonia, collana Strade blu, Milano, Mondadori, 2022, ISBN 978-88-04-73742-1.
- Angelo Ferracuti e Giovanni Marrozzini, Viaggio sul fiume mondo. Amazzonia, collana Oscar Baobab, Milano, Mondadori, 2024.

### Racconti in antologie
- Angelo Ferracuti, Vito Punzi, Ferruccio Parazzoli [et al.], Esercizi lauretani. Racconti, collana CO/DA, Ancona, Transeuropa, 1995, ISBN 88-7828-073-9.
- Angelo Ferracuti, Marco Rotunno, Ennio Brilli [et al.], Aspettando giovedì. Il mercatino delle occasioni a Fermo, Fermo, Trentatré, 2002.
- Angelo Ferracuti, Come pesci d'acqua dolce, collana I quaderni dei poeti illustrati 13, fotografie di Luca Bellocchi, Padova-Trieste, SVSB, 2011, ISBN 978-88-96925-05-8.
- Angelo Ferracuti, Gianni Paris, Eraldo Baldini [et al.], Strettamente personale, a cura di Gianni Paris, Bologna, Pendragon, 2005, ISBN 88-8342-392-5.
- Luigi Di Ruscio e Angelo Ferracuti, 50/80, collana Inaudita, nota di Massimo Raffaeli, reportage fotografico di Ennio Brilli, Massa, Transeuropa, 2010, ISBN 978-88-7580-085-7.
- Maurizio De Giovanni, Angelo Ferracuti, Barbara Galarschelli [et al.], Trame calzanti, Roma, Alegre, 2010, ISBN 978-88-89772-54-6.

### Guide
- Angelo Ferracuti e Giampaolo Senzanonna, Provincia di Ascoli Piceno. Sensi piceni, foto di Giampaolo Senzanonna e Daniele Senzanonna, Padova, Italia turistica, 2007, ISBN 88-88212-35-3.
- Francesca Bellino, Angelo Ferracuti, Emanuele Lelli [et al.], In Vino Fabula, presentazione di Luca Calselli, preludio di Francesco Forlani, conclusioni di Tiziana Colusso, fotografie di Rino Bianchi, illustrazioni di Marco Petrella, Santa Rufina, RiStampa edizioni, 2019, ISBN 978-88-99648-70-1.

### Teatro
- Angelo Ferracuti, Non avere paura del buio. Racconti per il teatro, collana Percorsi 3, Roma, Editoria & Spettacolo, 2004, ISBN 88-89036-01-X.
- Angelo Ferracuti, Comunista!, collana Stellefilanti 38, Milano, Effigie, 2008, ISBN 978-88-89416-75-4.

### Graphic Novel
- Angelo Ferracuti e Mauro Cicarè, L'angelo nero, collana CortoCircuito, Siena, Barney, 2015, ISBN 978-88-98693-35-1.

| Controllo di autorità | VIAF (EN) 51584160 · ISNI (EN) 0000 0000 7847 9016 · SBN LO1V135835 · LCCN (EN) nr95042409 · GND (DE) 137102569 · BNF (FR) cb15533140k (data) |